# 野百合學運
野百合學運，又稱1990年3月學運、三月學運，指的是1990年3月16日至3月22日之間，於台灣所發生的一場大規模學生運動，來自各校懷抱理想主義與改革企圖的大學生群聚於中正紀念堂廣場（今自由廣場）以靜坐抗議的方式要求政府實施民主並推動國會改革，其主要核心訴求為推動台灣民主化。運動以台灣野百合為名，並於3月19日提出。這是中華民國政府遷台以來所發生的最大規模的學生抗議行動，並對中華民國政治與台灣的民主進程產生相當程度的影響與質變。
野百合學運起初僅十餘人，隨後增長為人數近6,000名的大型運動。他們提出「解散國民大會」、「廢除臨時條款」、「召開國是會議」、以及「訂定政經改革時間表」四大訴求。時任中華民國總統兼中國國民黨主席李登輝出面與向學生承諾這些訴求、並在不久後召開國是會議。 随後政府於1991年5月1日廢除《動員戡亂時期臨時條款》、1991年12月31日結束「萬年國會」的運作，1992年12月19日立法院全面改選，1992年12月21日國民大會全面改選，1994年12月3日開放直轄市長直選，1996年3月23日舉行首次總統直選，使台灣全面進入民主化的階段。

## 事件背景
從1980年代末期開始，中國國民黨一黨專政的威權體制開始經歷劇烈變動。1987年，時任的蔣經國總統在美國的催逼壓力，台灣民間社會運動與民主呼聲的高漲，以及民進黨成立後凝聚強大的民意力量要求下宣布解嚴、並解除報禁和黨禁後，民間活力四起、各種社會運動蓬勃發展。台灣各地瀰漫著一種騷動隨時而出、不安於世的氛圍。這股澎湃、新生的風潮，自然而然地也漫延到校園內，使校園成為聚積社會能量的重要場域。
雖然在1987年解嚴後，台灣社會經濟蓬勃發展，但政治的改革卻緩如牛步，即使1988年蔣經國去世，李登輝繼任總統後，政治體制的改革速度依舊緩慢，法統派對民主的抗拒處處可見。1990年是第8屆中華民國總統選舉的年份，當年2月，中國國民黨提名李登輝、李元簇為第八屆正副總統候選人，由於國民黨內部對李登輝採用之副總統人選及決策方式有所歧見，國民黨領導階層爆發嚴重之權力鬥爭，形成所謂「主流派」（支持李登輝）與「非主流派」（反對李登輝）之爭。非主流派企圖推出林洋港、蔣緯國參選，但因林洋港拒絕接受連署而破局。而這兩派之爭又牽涉敏感的「省籍問題」，史稱「二月政爭」。就在同年3月13日，政府遷台四十多年來從來未曾全面改選過的國民大會自行通過「臨時條款修正案」，自肥提案內容包括將每人每次的出席費由5萬2仟元調高到22萬臺幣，並將1986年所選出的增額代表任期延長為9年，創下國會議員自行通過延長任期的惡例，在當時被嘲諷為「山中傳奇」。此外，當時還有612名國民大會代表已擔任長達43年從未改選，立法院內則仍有138位從1948年以來從未改選的老立委，監察院則還有18位來自1948年產生的監察委員，這些絕大部份在1948年從中國大陸產生的民意代表卻在台灣霸佔長達超過40年的席次而從未改選，被當時的台灣社會蔑稱為「萬年國會」，其功能為配合兩蔣時期的一黨專制統治，並扮演替獨裁者背書的橡皮圖章功能，極度不公平的閹割了台灣人民的參政權，使得台灣空有解嚴之名而無民主之實，這種荒謬的情形是引起當時包括大學生在內的台灣民眾對萬年國會再也無法容忍的主因。也是野百合學運第一天，在學生掛出的布條上所寫的：“同胞們! 我們怎能再容忍七百個皇帝的壓榨!”的由來。
在這種情況下，全國各界對國大代表一連串擴權牟利的行為與永不退職的情況，開始感到不耐煩，同時也開始展開各種形式的抗議，「罷課、罷稅、抗稅」的呼聲四起。同時，由於民主進步黨主席黃信介及代表赴總統府請願時遭抬離毆辱，整體社會氛圍有升高抗爭強度的趨勢。

## 事件經過

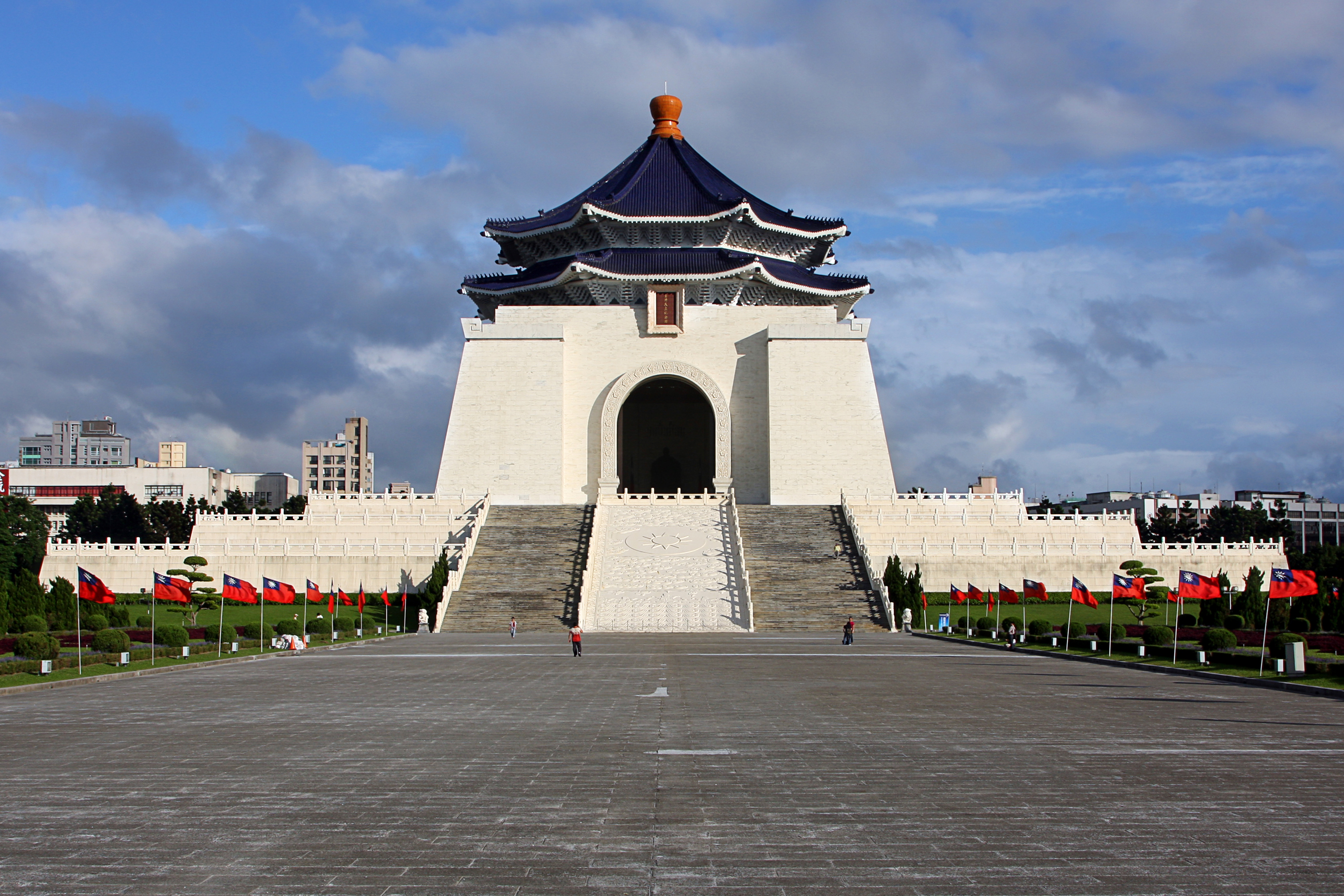
中正紀念堂

### 3月16日
根據發起人之一國立台灣大學學生周克任(台大大氣科學)的回憶，決定至中正紀念堂發起靜坐抗議的想法始於1990年3月15日，當日他看到報紙刊出老國代自行通過自肥條款的新聞，氣憤之餘深感學生應該有所行動，當晚決定由他本人及楊弘任(台大法律)、何宗憲(台大哲學)三位共同擔任發起人簽署宣言、並於隔日(3月16日)，加上許世傑、楊沛儒、李維國，蔡耀聰，汪平雲，賴慈芸，郭宗倫等十餘名台大學生以及兩名國立工業技術學院（今國立台灣科技大學）的同學一齊前往中正紀念堂大門口展開靜坐抗議，拉出寫著「同胞們，我們怎能再容忍七百個皇帝的壓榨!」的白布條，為野百合學運揭開了序幕:35。
由於學生選擇的靜坐地點在禁止集會遊行的博愛特區中，靜坐者面臨了可能被警方驅離或逮捕的狀況。於是，一些學運人士、社運人士、以及媒體記者，在知道這個消息後立刻前往支援，包括時任民進黨增額立委葉菊蘭的服務處也提供器材的協助。學生們在早春的寒風中一直撐到第二天早上，廣場的指揮中心成立，野百合學運度過了最危險的夜晚。

### 3月17日
由於媒體的報導與學運社團間的奔相走告，3月17日上午起陸續有來自各校學運社團 (以民學聯系統與新青年系統為主) 的學生加入，此外，台大學生會則是第一個以學生會名義動員同學來現場支援的學生會組織。 
當日中午過後現場浮出指揮中心的雛形，負責輪流擔任指揮工作的有當時擔任台大學生會會長的范雲(台大)，鄭文燦(台大)，汪平雲(台大)，廖素貞(輔大)等，並在下午成立最早的三個工作單位: 糾察組組長邱毓斌(中興法商)和副組長許世杰 (台大) 協助維護現場秩序，文宣組由汪平雲(台大)召集，晚間改由陳建志(東吳)接手進行新聞稿, 民主牆，大字報，標語布條等文宣製作，以及庶務組張素真(台大)處理開始湧現的民眾捐贈物資。 至當日傍晚已有200多名學生進駐廣場靜坐。 當天深夜學生經過了多次會議後，確立了臨時組織，包括五人工作小組: 周克任(台大)，何宗憲(台大)， 楊沛儒(台大)，賴幸光，楊弘任(台大)，和七人決策小組: 范雲(台大)，廖素貞(輔大)，呂明洲(北醫)， 郭紀舟(東海)， 曾勁元(文化)，陳尚志(中興法商)， 周克任(台大) 。 另設立指揮中心，指揮中心下設置六個工作單位 (會場組，文宣組，財務組，庶務組，糾察組，動員組)。另有台大自由派學者並於同日發起「柔性罷課」，宣布自19日起一週將上課地點改在中正紀念堂廣場，並定名為「民主教育週」。由於各級議會與社會團體自16日起就陸續發表「聲討國大」行動，源自中國國民黨的內部路線政爭已擴大轉變成全民聲討萬年民意代表的動員。在媒體持續披露廣場靜坐消息下，17日在學生靜坐現場旁圍觀的群眾已迅速突破2000人並持續成長。

### 3月18日

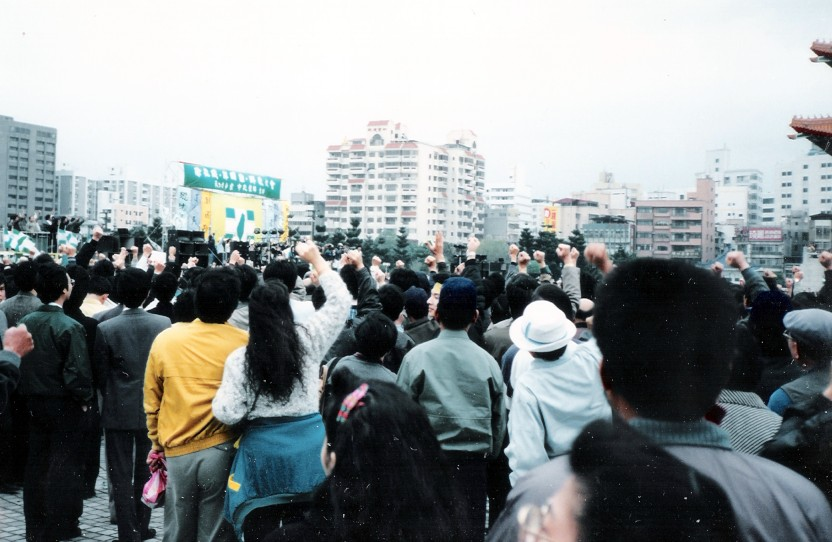
1990年3月18日

3月18日，廣場的靜坐運動已快速發展成全國各大學的串聯活動，參與靜坐示威的大學生已達數千人。當天的現場總指揮為范雲(台大)，廖素貞(輔大)，呂明洲(北醫)。 18日下午，成立未滿四年的民進黨也來到中正紀念堂發起造勢大會，動員數萬群眾在廣場大門旁邊進行演說，主軸在於聲討國大並呼應學生訴求。廣場上的學生展現出仿如學生政府的自治能力，其超齡的政治運作與和平理性的態度持續擴大靜坐學生的參與人數。  現場的校際代表與決策小組依共同討論來形成各種決策共識，文宣組則透過發行《廣場通訊》與社會進行對話，各校學運幹部很快的進行分工，並對現場學生進行組織以維持運動能量。當日下午則宣佈自19日起於廣場成立《民主教室》，並邀請支持學生的學者教授前來演講。
廣場裡靜坐的學生與圍觀聲援的民眾彼此間以繩索區隔以顯示自主性。 在廣場上決策小組表示要以「自主、隔離、和平、秩序」的四大原則來進行靜坐抗爭，至此學運已展現出學生能以自主運作的邏輯進行的特色，也顯示這場學運已成為一股獨立自主的社會新生力量。
另外，來自各校的學生團體中較特別的是台灣基督長老教會神學院系統的學生，包括台灣神學院，以原住民學生為主的玉山神學院，以及台南神學院。長老教會的三所神學院由於拒絕教育部在學校內設立軍訓教官與人二單位，因此在當時不被教育部認可為正式的大專院校(但美國承認其學歷)，這也說明了台灣基督長老教會不屈服於中國國民黨專制政權的傳統。這三所神學院的學生秉持基督長老教會長期以來關懷台灣社會與支持民主運動的精神，幾乎是全校動員參加，同時長老教會在北部各大學裡的青年團契成員(長青團契)也踴躍的加入，相形之下，屬於體制內的校園團契成員便顯得裹足不前。此外，建國中學則為廣場上唯一以高中身分參與校際會議的學校。
也是在這一天，在由學運團體所組成的校際會議上，學生們正式發表了野百合學運的四大訴求：
1. 解散國民大會，重建一元化的國民大會制度。
2. 廢除《動員戡亂時期臨時條款》，重建新的憲法秩序。
3. 召開國是會議，全民共謀體制危機的解決。
4. 提出政經改革時間表，呼應民意的潮流[6]:83。

這四條要求，反應了當時台灣民間渴望政治改革的人士對統治者的具體要求。

### 3月19日
3月19日的凌晨2:30總統李登輝首次嘗試與廣場學生溝通，他委託教育部長毛高文轉告表示他向大家保證改革一定會加速，也會儘快給大家一個明確交代，並請學生保重身體早點回學校。學生給予的回應則是強調對四大訴求的堅持。
當日在學運團體、學生自治組織與教授的集體動員下，廣場人數爆增至三千人。上午10時，10名廣場靜坐學生發起絕食抗爭，絕食聲明中要求總統李登輝與行政院長李煥於21日前答覆廣場四大訴求，將道德張力推向高峰。合計參與絕食的學生至3月21日下午總共累計60位。。當日傍晚，廣場學生已突破三千人；晚間11點，校際會議通過票選出由東海大學鄧淑慧所提議的「台灣野百合」為本次學運之精神象徵，並由文化大學美術系的同學以市民捐贈的布匹、鐵絲、木頭很快地搭建起來並安置在廣場的中央，因此此次學運稱為「野百合學運」。在一份由學生廣場文宣組所發出之野百合的春天傳單中，學生們對選擇野百合作為該次運動之精神象徵的原因，有如下的說明：
1. 自主性：野百合是台灣固有種，象徵著自主性。
2. 草根性：野百合從高山到海邊都看的到，反映了草根性。
3. 生命力強：她在惡劣的生長環境下，依舊堅韌地綻放。
4. 春天盛開：她在春天盛開，就是這個時刻！
5. 純潔：她白色的純潔，正如學生們一般。
6. 崇高：在魯凱族裡，她更是一生最崇高榮耀的象徵[6]:116。

台灣野百合道盡了學生心目中的野百合學運意涵，包含了對台灣主體性的認同（自主性）、全民的運動（草根性）、對抗不義的勇氣（生命力強）、青春的活力（春天盛開）、學生的理想道德象徵（純潔）、以及參與者生命中的榮耀（崇高）。
此外，3月19日的組織調整為: 
校際會議: 依比例代表制產生(為最高民意單位，代表現場的各校學生)
決策委員會(決策小組): 負責運動決策，成員有范雲(台大)，廖素貞(輔大)，呂明洲(北醫)， 郭紀舟(東海)， 林德訓(文化)，陳尚志(中興法商)， 周克任(台大) 。
指揮組: 負責執行現場指揮控場工作與節目規劃，成員有鄭文燦(台大)，李威霆(東吳)，翁章梁(中原)
增設秘書處，並將五個工作單位 (生活組，文宣組，財務組，庶務組，糾察組) 移至秘書組之下，取消動員組。

### 3月20日
3月20日，廣場靜坐的學生已超過五千人，七人決策小組成員也有所異動替換為: 汪平雲(台大)，何東洪(中央)，林致平(北醫)，彭建智(成大)，曾若愚(文化)，丁勇言(中興法商)，鄭文燦(台大) ，並於上午十一點召開抗爭行動以來的第一次記者會。。面對總統大選的前一天，全國目光焦點均聚集在廣場，學生的壓力越來越重。而在社會力表態上，各級議會均派代表前往探視學生；但基於超黨派原則，學生婉拒任何政治人物上台發言。 總統府則發出新聞稿表示，李登輝總統已決定召開國是會議，以處理憲政體制與政治改革的問題，並訂定改革時間表。這是統治者對野百合學運之四大訴求首次的正面回應。代表軍方的參謀總長陳燊齡上將也公開肯定學生的抗議是愛國行動，並建議學生儘早結束靜坐行動；這是軍方首次對學運公開表態，雖然是肯定，但是也令人嗅出不尋常的氣味。稍後，警政署、教育部、各校校長開始聯合勸告學生盡快復學。當晚十一點決策委員會決定由原來七名擴增到十二名，並決定將隔日(三月二十一日)訂為民族之恥日。

### 3月21日
3月21日凌晨，由十二人決策小組與五人教授團 (賀德芬，張國龍，夏鑄九，鄭村棋，瞿海源)，以及三名研究生諮詢小組 (李建昌，吳介民，曾旭正 )共同研議如何確保運動的成果，與政府談判結束行動的底線，並決定與甫當選第八任總統的李登輝的會面。 兩位教授先將學生的撤離附帶條件聲明帶給總統以探詢他的態度。 同時靜坐學生透過各校討論的機制，形成與李登輝會面的四點要求共識：
1. 請李登輝總統接受學生們追求民主憲政的決心情操，以及學生提出的四項嚴肅要求。並對民眾公開發表。
2. 在第8任總統就職前，國是會議必須由各階層、各黨派的代表公平組成，必須討論中止動員戡亂時期、廢除臨時條款、國會全面改選，並訂定政經改革時間表。
3. 全體在廣場上的學生於李總統明確同意以上兩項要求，即結束靜坐活動，學生將對國政大事的發展繼續保持高度關切。若李總統不能對上述要求作肯定的答覆，我們將堅持原則、持續抗爭。
4. 為了確保上述主張得以落實，我們將即刻組成校際聯合組織，持續監督國是會議，必要時並隨時號召全國學生再度組織動員，在台灣未能完全徹底民主化之前，我們絕不停止奮鬥[6]:141。

李登輝總統決定於晚間在總統府接見53名代表，成員包括32名各校校際代表，2名絕食學生，16名指揮中心/決策小組/工作小組代表，2名教授，及1名混入隊伍的記者。 53名代表在與李登輝會面後回到廣場，於晚間十點由范雲向廣場全體學生說明與李總統會面的經過，並讓廣場上的全體學生觀看與總統會面內容的錄影帶後，進行分校討論表決，以決定是否要結束這次抗爭。最後，校際會議以22：1的壓倒性投票數，決議於22日早上宣佈撤離中正紀念堂廣場。

### 3月22日
3月22日早晨，指揮中心正式宣佈撤退聲明追求民主、永不懈怠，校際會議最後決定將成立「全國學生運動聯盟」（簡稱「全學聯」）之組織工作延續這場學運的未盡之業，直到3月22日下午各校學生陸續撤出廣場，結束為期七日的野百合學運，並成立善後處理小組來負責剩餘物資的處置工作，該小組成為最後一批自廣場撤離的學生。
善後處理小組成員有: 范雲(擔任召集人)，劉建忻(台大)，陳水龍(台大)，伏嘉捷(台大)，吳克明(台大)，謝志鋒(台大)，徐逸萍(政大)，陳能紹(海洋)，王思棠(淡專)，陳建志(東吳)，葉奉達(東吳)，侯念祖(東海)。

## 學運組織架構
1990年3月19日，針對集結的學生及學校增多，學運調整內部組織，並在《廣場通訊2》文宣廣為宣告：
- 校際會議：依比例代表制產生
- 決策委員會(7人)：范雲（台大）、周克任（台大）、陳尚志（中興法商）、呂明洲（北醫）、廖素貞（輔大）、郭紀舟（東海）、林德訓（文化）
  - 指揮組：以翁章梁（中原）、鄭文燦（台大）、李威霆（東吳）互相調度。藉主持現場讓各校幹部訓練。
  - 秘書處  伏嘉捷 (台大)
    - 生活組: 張明杰(文化)，莊鳳全(台大)，廖修譽 (台大)
    - 糾察組: 組長邱毓斌 (中興法商) 、副組長 許世杰 (台大) 、簡立建 (陽明醫)
    - 文宣組: 召集人陳建志 (東吳)，主要成員有周子欽(台大)，邱花妹(中興法商)，李世明(台大)，游玉青(東吳)，詹聖漢，張友群(中興法商)等。
    - 招待處: 原設於文宣組織下，負責學生進出場的證件發放，3月21日後改併至糾察組，負責人為蔡祺逢(東吳)
    - 財務組 : 陳裕文 (台大)
    - 庶務組 : 張素貞 (台大)
    - 醫療小組: 由來自各醫學院的同學組成，主要工作為協助照顧與追蹤絕食團成員的身體狀況。醫療設備由台大醫院與台北市衛生局提供。
    - 器材音響組 : 吳博斌 (唯一非學生身分的工作人員)

後續決策小組增加至11人，其中，鄭文燦擔任決策小組發言人，范雲擔任總指揮。

## 學運社團與學生會的角色[16]
野百合學運一開始能在廣場成功撐起氣勢並吸引了全國許多學生的支持，除了發起人的勇氣帶出一呼百應的效果以及運動本身訴求具有強烈正當性之外，各校的學運社團以及學生會也扮演了重要的角色。換言之，野百合學運可謂全國學運社團的最成功的一次大集合。 
台灣在1987年解嚴前後幾年，各大學校園內，具有反叛與改革精神的學生陸續成立了許多以訴求台灣政治，城鄉差異，環境保護，人權，本土認同，新文化思潮等為主旨的社團，由於這類的社團在許多大專院校裡常不被校方所認可，所以又被稱之為〔異議性社團〕或〔地下社團〕。 這類社團通常具有強烈的行動實踐力，在80年代後期台灣社會運動蓬勃發展的階段，常可見到這類社團的成員在大學校園內爭取校園民主 (例如修訂大學法，爭取學生會普選，要求軍訓教官退出校園，廢除點名制度，廢除審稿制度，廢除社團審查制度等)，在校園外則是走上街頭聲援社運和參與抗爭，例如: 
- 1987年8月後勁反五輕運動
- 1987年9月嘉義原住民公義之旅遊行活動
- 1988/89年反核運動
- 1988年3月的農民請願與520農民運動
- 1988/89年原住民還我土地運動
- 1989年無殼蝸牛運動
- 1989年5月鄭南榕出殯中的學生隊伍

或是組成學生工作隊在寒暑假期間下鄉從事社會實踐，例如: 
- 1986年7月鹿港杜邦事件調查團
- 1988年2月後勁工作團「反五輕學生調查工作隊」
- 1988年7月農村巡迴工作隊
- 1988年桃竹苗工會訪察隊
- 1989年清流行動 (共四梯隊，將軍溪/急水溪學生工作隊，高屏溪/基隆河學生工作隊，北港溪/後勁溪學生工作隊，寒假學生清流工作隊 )
- 1990年寒假「後勁反五輕學生工作隊」[17]

在這些場域裡，來自不同學校的學運社團得以認識彼此並體認跨校串連合作的必要性, 因而組成了跨校的合作團體並舉辦不同主題的生活營，例如:
- 1987年7月由南方雜誌舉辦的南方生活營
- 1987年7月成立大學法改革促進會 (簡稱大革會)
- 1988年1月淡水生活營 (夏潮「五月評論」所主辦)
- 1988年2月成立民主學生聯盟(簡稱民學聯)
- 1988年3月成立新青年
- 1988年3月學生自治組織運作研討會
- 1988年4月學生刊物編輯研習會(簡稱編研會)
- 1989年2月的大學法行動聯盟
- 1989年4月爭取百分之百言論自由學生行動委員會
- 1989年9月「新大學行動聯盟」九二八新大學法大遊行
- 1989年暑假期間成立學自聯
- 1990年2月「全國大專學生自治組織研習營」
- 1990年2月民學聯舉辦「民主實踐營」
- 1990年2月環保聯盟舉辦「全國大專學生環保冬令營」

學生同時理解到社會許多問題的根本核心其實是來自當年專制的國家體制，寡頭的政治結構，以及校方的威權心態。 為了與之對抗，這些社團的學運色彩便油然而生。 當時中國國民黨政府在進行大學校園偵防與監控行動中，便將他們統稱為〔學運社團〕。 至於學生會指的則是當時已透過普選方式，並由具改革派色彩的學生擔任學生會長的大學學生會，其中又以台大學生會為代表。 由於改革派色彩的學生會在理念與各學運社團相近，彼此常有合作的關係，他們倆者都具有豐富的組織能力，這也是為何從3月17日下午起，當學運社團成員與學生會的幹部開始加入野百合學運現場後，整個運動場合裡的領導統御，指揮決策，以及組織分工便能在極短的時間組成，並以極高的效率開始運作。
野百合學運，恰好也是各個學運團體與學生會組織在參與了上述的諸多社會運動後，其經驗與組織能量的一次總體檢，也可說是時代的特殊性，使這群學生得以透過野百合學運徹底揮灑他們的社會關懷與追求大我的終極實踐。

## 廣場文獻
在學運期間，由文宣組在現場出版了許多宣傳品提供參與的學生有關學運最新動態，除了肩負凝聚向心力和鼓舞同學的責任，也藉此掌握透過媒體向外發聲的話語權。文宣的印製由文宣組人員手稿編寫排版後，再使用由市民捐款所購買的二手影印機在工作區現場印製後發送給同學。 
運動期間所發行的文宣資料有:
1. 廣場通訊 (民主廣場通訊): 提供類似每日新聞報紙的功能，定期更新學運決策與組織群的構成，並介紹最新的廣場動態與發展。總共發行四期 (廣場通訊1號~4號)。
2. 市民廣場: 提供類似快報的性質，對象除了現場的學生之外，也提供給新聞媒體與至現場聲援的市民。總共發行七期 (市民廣場 No.1 ~No. 7)。
3. 廣場短波: 僅發行一期，主要內容為鼓舞學生意志，並提及現場開始有學生發起絕食行動。
4. 絕食聲明: 由第一波發起絕食的學生所擬。署名包括發起人: 方孝鼎(東海), 聯署人: 彭榮仍(中原), 廖子潤(中原) ,歐蜜·偉浪(玉山神學院)[18] , 夏樂祥(中央) ,許家華(中原) , 陳俊宏(中原), 戴章皇(台大), 游明瑚(文化), 張鑫隆(文化)。
5. 靜坐學生須知: 內容為提供現場學生有關識別方式，靜坐區域劃分，飲食，盥洗，睡袋, 雨衣等相關的注意事項。
6. 學運聲明: 代表此次運動對外的正式聲明，總共有三份，包括: 《中正紀念堂靜坐學生3月19日聲明》, 《致總統的聲明》，《我們的聲明-追求民主永不懈怠!》
7. 自由之聲: 發行三期，以條列方式摘錄學生意見。
8. 民眾之聲: 發行一期，摘錄聲援民眾的意見
9. 廣場之歌: 現場教唱的運動歌曲，包括: 《美麗島》，《國際歌》，《愛拚才會贏進行曲》，《我們不再等》，《感謝老賊》等。其中的《我們不再等》和《感謝老賊》為黑名單工作室為此學運的無償臨時創作，並徵求了現場的志願同學進錄音室協助合音。
10. 野百合之歌: 為單張的宣傳品，內容為介紹現場藝術背景的同學為這次學運所設計與搭建的精神象徵 - 台灣野百合塑像。這也是此次學運被廣泛稱為野百合學運的由來。

## 動員文獻
動員文獻主要為學運發起始時，現場尚未編制正式的文宣組之前，由各校與運動團體對外發起兼具動員與號召功能的文宣品，包括:
- 《起來，福爾摩沙的主人! 解散國民大會，召開憲法會議 中正紀念堂靜坐抗議》，台大學生民主行動聯盟
- 《憤怒之愛  罷課是為了讓我們國家走更長遠的路》，台大學生會
- 《一齊來罷課  共創新政治》, 中正紀念堂前的夥伴
- 《坐滿中正廟 民主有希望》, 班聯會暨高中生民主自由委員會
- 《同學們!歷史在號召著我們!》 全國學生自治組織聯合會
- 《Tie a Yellow Ribbon on Your Wrist》, 《女孩，妳可以改變歷史 》，大學女生行動聯盟

## 參與學校
參加野百合學運的學生來自近四十所大專院校與少數高中，根據法務部調查局的檔案紀錄顯示如下:
- 大專院校: 台大，政大，中興法商，海洋學院，輔大，東吳，淡江，文化，逢甲，東海，中央，交大，清大，工業技術學院，北醫，高醫，陽明醫，中山醫，中國醫藥學院，中興，中原，靜宜女大，成大，中山，關渡藝術學院，高師，基督書院，台灣神學院，玉山神學院，台南神學院，台北工專，實踐家專，世新專科，淡水工商專科，新埔工專，北師院，中師院，北市師專，國立師大，彰化師大。
- 高中: 建中，北一女，成功，雄中。

## 全台各大專院校的同步聲援與行動
由於野百合學運訴求的正當性以及活動廣受媒體報導，其感染力很快的在全台灣各地的大學院校蔓延開來。許多學生雖然無法北上親自參與在中正紀念堂的抗議，於是就在各大學校園內與校園外同步舉辦了各式的聲援行動，從廣義而言，這些活動應被視為野百合學生運動的一部分。從國家檔案局的解密資料中可以看到這些紀錄，茲略摘錄於下:
- 由文化大學的學運成員所組成的《三一七行動聯盟》，於三月十七日上午赴陽明山中山樓前靜坐抗議，之後再轉往中正紀念堂加入廣場上的學生。
- 台南成功大學異議社團〈經緯社〉，〈西格瑪社〉，〈台語社〉，〈台灣鄉土研究社〉等組成之《成大學生民主聯盟》自三月十八日起，在校園發起「聲討國代」簽名活動，與呼籲教授與同學罷課以及北上聲援。經緯社學生亦在該校民主牆前發起靜坐抗議行動。
- 新竹清華大學師生一百餘人於三月十九日上午赴新竹市議會抗議執政當局制改革於不顧，國大代表無恥勒索，並由學生代表張嘉鳳(清大)宣讀請願書。
- 台中東海大學異議社團〈人間工作坊〉，〈大度山社〉，〈東風社〉，〈環生社〉，〈長青團契〉所組成的《學生自主聯盟》於三月十九日在校園舉辦「抗議國大惡行」說明會，並呼籲同學北上參加中正紀念堂靜坐抗議活動。
- 來自高雄醫學院，中山大學，高雄師大，高雄中學與高雄女中等學校的學生自三月二十日起，陸續至高雄中正文化中心前以靜坐與演講方式，抗議國代違法濫權，並聲援台北中正紀念堂廣場上的學運，由高雄醫學院三年級的陳宜信擔任總指揮。高雄地區的長老教會，新約教會，以及民進黨高雄市黨部皆到場加入聲援。活動進行至三月二十一日晚間結束。中山大學中文系部分師生則於三月二十一日發起校園簽名與靜坐活動，並舉行自校園至鼓山市場的抗議老賊遊行。
- 台中中山醫學院異議社團〈杏園社〉於三月二十日於學校圖書館前舉辦「聲討老賊」簽名活動。
- 台中中興大學學生活動中心成員於三月二十日發起繞行校園活動，並自校園遊行至自然科學博物館參加《中區大專學生行動聯盟》舉辦的露天演講。
- 《中區大專學生行動聯盟》於三月二十日下午於自然科學博物館前舉辦聲討資深國代濫權的露天演講，參與的學生分別來自東海，中興，逢甲，中國醫藥學院，中山醫學院，以及靜宜大學。
- 台中靜宜女子大學學生活動中心於三月二十日舉辦「支援中正紀念堂學生」簽名行動。
- 台中逢甲大學逢青社於三月二十日校園設立校園民主牆，並呼籲同學北上參加中正紀念堂靜坐抗議活動。
- 屏東師院異議社團〈辭滔社〉於三月二十日張貼海報呼籲學生響應中正紀念堂的靜坐抗議活動。
- 政大代聯會於三月二十一日於學校圖書館前舉辦「三二一民主再教育」演講活動，聲援中正紀念堂廣場學生的四大訴求，並有七十多位學生響應。
- 彰化師大二十多名學生於三月二十一日上午發起校園靜坐抗議活動。

## 海外的支持
在學運期間，分別有來自喬治亞理工學院，伊利諾大學香檳分校，哈佛大學，麻州州立大學，波士頓大學，西蒙斯學院，以及匹茲堡地區的台灣留學生從美國發起越洋的聲援。

## 影響
李登輝承諾召開國是會議之後，行政作業迅速展開，4月3日公布籌備委員名單，4月14日召開第一次籌備會議，履行先前對學生的承諾。6月28日，李登輝於台北市圓山大飯店舉行國是會議，計一百四十一人代表出席；與會各界代表除了國民黨政府高級官員外，還包括美麗島事件受刑者、民進黨領導人和海外黑名單人士；此次「朝野協商」針對「國會改革」、「地方制度」、「中央政府體制」、「大陸政策與兩岸關係」、「憲法與臨時條款修正方式」等五組議題逐一討論，最後達成「終止動員戡亂時期」、「回歸憲法」、「廢止《動員戡亂時期臨時條款》」、「修憲採取一機關兩階段方式」、「修憲以《中華民國憲法增修條文》名之」等共識，並一一透過法定體制逐一落實。
就資深中央民意代表退職而言，政治上實際的推動者實際是立法院與大法官會議，而不是國是會議。對資深中央民意代表不願退職及國大代表擴權不滿的增額立法委員，以民進黨籍的陳水扁、余政憲、彭百顯為首，結合國民黨籍的趙少康等人，共二十六人在6月初提案聲請釋憲。而在國是會議召開、朝野未達成具體共識之際，6月大法官會議做成司法院釋字第261號解釋，規定資深中央民意代表應於1991年12月31日終止行使職權，才使得退職條例的功能得以彰顯，也正式宣告了「萬年國會」終結的最後期限。 
野百合學運對台灣政局的影響是多方面的。從宏觀的角度來看，一方面，對於台灣政治發展而言，雖然野百合學運的學生後來並未針對四大訴求重回廣場，然而「當時高舉理想大旗的四大訴求，也逐漸內化成台灣1990年代政治民主化的基本訴求，在台灣社會普遍接受下，陸續在十年中完成國家民主化的初步改革、以及政權的和平轉移」。另一方面，對於學校裡面的校園文化而言，「透過這次學運和成果，開拓了校園內更大的民主空間，讓學生不再那麼畏懼政治，有助於台灣社會的更民主化」。
從政黨政治人才庫的角度來看，經過十數年後，很多現在屬於民進黨陣營、或者和民進黨理念比較接近的新生代社會菁英，其實都和野百合學運前後的校園運動及社會運動有相當密切的關係，最主要的原因是野百合學運世代在台灣民主發展過程裡，本質上是與民進黨站在同一側來對抗中國國民黨的威權統治，特別是從1980年代末期到1996年台灣總統首次直選的這段期間。 野百合學運成員中有不少人在這段期間被民進黨政治人物延攬加入團隊成為幕僚協助公職服務與輔選，也有人被培養直接代表民進黨參選縣市議員。在當時台灣的政治光譜上，主要政黨僅有中國國民黨，新黨，民主進步黨三個選項，而其中民主進步黨是唯一一個從台灣追求民主的土壤中所誕生的本土政黨，因此有志從政或是想透過公職實踐理想的學運世代成員，自然而然會選擇與民主進步黨站在一塊。 比如說，行政院政務委員馬永成、行政院副院長鄭麗君、前行政院副院長鄭文燦、行政院長辦公室主任林德訓、外交部部長林佳龍、駐法大使郝培芝， 行政院政務委員史哲、考試院祕書長劉建忻、前監察院秘書長李俊俋，考選部部長劉孟奇、文化部次長王時思、內政部次長董建宏、數發部次長闕河鳴，前經濟部政務次長曾文生，前國發會副主委曾旭正， 嘉義縣縣長翁章梁、台南市市長黃偉哲、高雄市市長陳其邁、海峽交流基金會副董事長兼祕書長羅文嘉、民進黨立法委員范雲、民進黨立法委員李昆澤、民進黨立法委員林宜瑾、民進黨立法委員蔡其昌、民進黨立法委員吳秉叡，民進黨立法委員鍾佳濱、民進黨立法委員沈發惠，民進黨前立法委員郭正亮、民進黨台北市議員李建昌，民進黨前台南市議員蔡旺詮，環境部高級環境技術師賴正庸，前內政部政務次長顏萬進、《臺灣蘋果日報》社長陳裕鑫和蕃薯藤執行長陳正然等等都是「學運世代」的重要成員。
此外，亦有不少人深耕學界或是在二次政黨輪替後參與催生新興本土政黨，如國立中正大學政治學系副教授兼社會民主黨第二任召集人陳尚志、前社會民主黨召集人丁勇言，前民主進步黨中央黨部青年部及文宣部主任兼第三社會黨發起人周奕成，國立臺北藝術大學助理教授暨社會活動家以及人權活動家顧玉玲、國立台灣大學師資培育中心主任林國明，國立台灣大學社科院副院長洪貞玲教授、國立台大政治系副教授陶儀芬，翻譯家暨國立師範大學賴慈芸教授，國立屏東大學社發所系主任邱毓斌副教授、國立中山大學副教授邱花妹、國立聯合大學副教授李威霆，中研院社會學研究所研究員李宗榮，中研院社會學研究所副研究員楊弘任，輔仁大學副教授何東洪，朝陽科技大學副教授方孝鼎，臺北醫學大學人文暨社會科學院院長李崇僖，國立成功大學李忠憲教授，政治大學法學院教授詹鎮榮 ，國家文官學院蔡瑞霖教授，國立自然科學博物館研究員胡維新，社運人士陳嘉君，國立中央大學兼任副教授暨公民監督國會聯盟理事長曾建元，經濟民主連合智庫召集人賴中強律師，綠色陣線協會創辦人伏嘉捷前，台日產業技術交流合作協會秘書長陳俊昇等。也有為數不少的成員進入各產業界，如經緯航太董事長羅正方，建築師郭宗倫，生技產業的戴章皇，林世嘉，文創產業的郭紀舟，資通訊產業的於慧堅, 陳建志，醫界的何宗憲，呂明洲，林致平，陳炯鳴，簡立建，潘建志，長老教會牧師謝懷安，歐蜜偉浪，葉啟祥，台灣法語譯者協會理事長尉遲秀(本名鄭立中)，等等，在某種程度上「學生運動」正是屬於他們這一世代的人的共同語言。

## 野百合學運後續團體

### 全國學生運動聯盟(簡稱全學聯)
這是在野百合學運結束後，由來自各校的主要學運社團聯合組成的全國性學生組織。這也是廣場學生代表在學運期間與李登輝總統於3月21日會面時所提的四點要求共識中的第四項，"為了確保上述主張得以落實，我們將即刻組成校際聯合組織，持續監督國是會議，必要時並隨時號召全國學生再度組織動員"。各校學運幹部在野百合學運結束後立即著手討論成立此一跨校性組織，這也是台灣歷史上第一個能有效串連並發動學生集會參與政治議題的全國性學運團體，並由民主運動的影像工作者邱萬興先生為全學聯設計了專屬的符號與旗幟。全學聯於同年四月十五日於台北元穠茶藝館召開第一次籌備會議。為確保野百合學運後能持續保持跨校的動員能量，組織上全學聯依區域劃分為北, 桃竹苗，中，南四區，各區設召集人。為強化各校學運社團的串聯能量，全學聯各區在暑假期間以舉辦營隊的方式進行交流與實務分享。由於90年代初期，台灣的社會運動方興未艾，學生也經常以全學聯的名義聲援各種民間團體發起的集會遊行與請願活動，包括反核運動，環保運動，原住民權益運動，勞工運動，農民運動，婦女運動等。 
在全學聯成立後以全學聯為主體所發起的大型集會活動則有:

#### 反軍人干政運動 (又稱五月學運)
1990年5月2日，時任總統李登輝宣佈提名前參謀總長郝柏村出任行政院長，消息一出立即引發「軍人干政」爭議。為抗議李登輝提名郝柏村擔任行政院長，全學聯為首的學運組織在1990年5月發起反軍人干政運動，這也是全學聯成立後所主導的第一場大型學生運動， 集會的地點選擇於5月2日晚間重返中正紀念堂，自5月2日到5月6日這五天，學運團體以中正紀念堂廣場為基地，白天加入各社團所組織的抗議活動，以及分組前往各處進行噴漆抗議標語，晚上回到中正紀念堂廣場開會討論。與野百合學運不同的是，學運團體不再畫地自限，撤除了所謂分隔學生團體與群眾的糾察線，改為與理念相近的各個民間社團包括當時在野的民主進步黨一起合作推動民主運動，聯合成立「全民反軍人干政聯盟」並在1990年5月20日共同舉辦了「打倒軍人統治、反對個人獨裁」的大遊行。執政當局這次對學運的處理態度改為採取封鎖主流媒體報導，有效阻礙了事件透過新聞傳播，使得社會大眾並不曉得有學生的抗議行動，也無法因此產生共鳴，因此全學聯在這段期間亦發展出除靜坐抗議外，社會運動場合裡首創的「小蜜蜂特攻隊」抗議模式，學生們兩人一組騎著摩托車在台北街頭各地以「噴漆」方式宣傳理念與訴求，嘗試透過破壞性的創作行為來抗議媒體的全面封殺。

#### 聲援獨台會案運動[24]
為聲援遭受法務部調查局在1991年5月9日，以加入獨立台灣會為由，進入國立清華大學拘捕清大歷史研究所碩士生廖偉程，臺大社會學研究所畢業的文史工作者陳正然、社運人士王秀惠及原住民傳教士Masao Nikar（漢名林銀福），協助貼傳單的魯凱族青年Cegau Drululan（漢名安正光），全學聯號召學運成員再次重返中正紀念堂集會抗議，但遭情報單位事前掌握，因此當各校學運成員與聲援的老師們5月12日聚集在中正紀年堂國家戲劇院的露臺時，政府即刻出動鎮暴警察與憲兵先對廣場上的民眾進行驅離的清空動作後，接下來便以鎮暴警察的優勢力量將集會的學生與老師一一強行解押至警備巴士後帶離廣場，學運團體在當天晚上討論後決定轉進改為佔領台北車站一樓廣場做為號召學生與群眾持續靜坐抗議的地點，這也是新落成的台北車站至今唯一一次遭群眾佔領的社會事件。從5月15日到5月20日，抗議的學生在台北車站總共待了六天五夜持續給予當局壓力。5月17日立法院三讀通過廢除《懲治叛亂條例》，遭受逮捕的四人獲得交保釋放。 5月20日全學聯決定撤離台北車站並與各社運團體發起一場反政治迫害的大遊行。

### 開放的野百合論壇
成立於2000第一次政黨輪替之後，由於許多野百合學運的成員隨著民進黨第一次中央執政進入不同的政府機構服務,有些人則是參與選舉成為新生代的民意代表﹑還有許多學運成員進入大專院校任職，為了將年輕時的理想能在體制內落實，前學運成員(陳建志，鍾佳濱，周奕成等) 提出建議組成此一意見交流的平台，該平台結合舉辦實體活動以及透過封閉性網路討論串來進行意見的交流，並相互思辨,挑戰彼此的觀點，以淬鍊學運世代走入社會後的共同價值與使命感。

### 野百合學運世代聯盟
成立於2017年之後，成員主要為曾參與野百合學運前後期的學運世代，背景涵蓋各行業, 宗旨在於當台灣處於重大危機之際，透過發表宣言集體發聲表達立場。包括:
- 2021. 8. 12 在Covid-19疫情期間, 由於台灣政府支持生產的國產高端疫苗遭受在野黨與有心人士刻意抹黑與抵制，野百合世代發起連署活動挺台灣國產疫苗：別讓抹黑阻擋國產疫苗成第二個「護國神山」，部分成員自願參與由長庚醫院執行的高端疫苗追加劑接種研究計畫。
- 2022. 5. 20 面對震驚全球台灣人社區的加州爾灣長老教會槍擊案，響應由亞太自由婦女協會發起共60個社團，共同呼籲全球台灣人團結，要求各在地國政府將製造仇恨及暴力的中國和平統一促進會列為「恐怖組織」。並要求台灣政府立即清查與統促會有關的各種團體、組織，以國安法等嚴格執法，阻止仇恨及暴力在台灣漫延，確保台灣安全。
- 2023. 3. 18 由於俄烏戰爭後的國際局勢變化、中共持續加大力道對台灣文攻武嚇、軍機繞台等威脅不斷，野百合學運世代聯盟利用33週年時刻發表「反侵略、護台灣」聲明，聲明內容對台灣社會提出3項呼籲：一是反侵略的決心才是真和平的實踐之道；二是守護台灣民主杜絕假中立的姑息心態；三是善盡國際責任支持烏克蘭抵抗侵略。
- 2024. 5. 24  青鳥行動期間，野百合學運世代聯盟發出聯合聲明，提出三大訴求，希望號召公民力量，反對黑箱毀憲惡法，揪出國會擴權黑手，力抗國會暗黑勢力。
- 2025. 3. 16 「野百合學運世代聯盟」與跨世代學運社群，特別在台北市放映紀錄片「看不見的國家」首映會，邀來包括野百合、太陽花及青鳥世代的參與者，超過一百人參與，同時舉辦映後講座，邀請台灣史權威，還有中國因素研究專家與跨世代學運代表，深入探討台灣議題。
- 2025. 7. 15 「野百合學運世代聯盟」發表聲明支持民間團體所發起的「大罷免運動」，並於聲明中列舉七大支持公民罷免失格國會議員的理由， 包括「制衡失控國會」，「防堵中國滲透」，「遏止烏克蘭式悲劇」，「對國際社會展示保衛意志」，「一舉多得的民主防衛戰」，「支持罷免的機會成本」，「世代交棒與價值重申的意義」。[28]

## 與其他後期台灣大型學運的關聯
由於野百合學運被視為台灣學生運動的里程碑，它賦予了爾後台灣學生遭逢國家社會發生重大危機時，站出來集體行動直接訴求社會力量來扭轉現況的正當性。野百合學運的組織運作方式，特別是過程中強調跨校合作，以民主機制運作，共同發聲集體行動的原則也為後來的大型學生運動提供了經驗和典範。
此外，在野草莓運動(2008)，太陽花學運(2014)以及青鳥行動(2024)中，許多在大專院校擔任教職的前野百合學運成員，皆以師長的身分到場支持學生。例如在太陽花運動時，前野百合學運的成員即以老師的身分到立法院外直接輪班進行街頭民主教室，或是到現場參與助講，包括范雲(任教於台大社會系)，藍佩嘉(任教於台大社會系)，洪貞玲(任教於台大新聞所)，邱花妹(任教於中山大學社會系)，徐斯儉(任職於中研院)，邱毓斌(任教於屏東大學社發系), 陳君凱(任教於輔大歷史)等人。 在2024的青鳥行動中，部分前野百合學運成員則以野百合學運世代聯盟為名義參與立法院外的「反黑箱反擴權」集會，並發表聲明提出三大訴求號召公民力量，反對黑箱毀憲惡法，揪出國會擴權黑手，力抗國會暗黑勢力。
特別值得一提的是賴中強律師，在大學時經歷野百合學運與台大學生會長的洗禮後，2010年6月在馬英九政府簽訂《海峽兩岸經濟合作架構協議》（ECFA）後，賴中強與台灣守護民主平台協會、澄社、台灣人權促進會、台灣勞工陣線等社團與學界共同成立「兩岸協議監督聯盟」，批判馬政府與中國簽署協議的流程違背民主程序，開啟了2013年起反服貿運動的濫觴。他與他擔任召集人經濟民主連合智庫，在2014太陽花學運與2024青鳥行動中皆扮演重要的角色，也是2025大罷免運動中的成員。

## 當局對學運成員的監控[30]
雖說野百合學運在當年為執政當局開明派所認可，但李登輝總統的權力尚未穩固，政府中既有的法統勢力依舊龐大，加上動員戡亂時期臨時條款與刑法第100條也尚未廢止，原本負責政治偵防工作的單位，包括法務部調查局，軍方的警備總部依舊透過在各大專院校內布線已久的情監偵人員，對主要學運成員進行嚴密的監控。在調查局，警備總部兩大單位指揮下，配合監控的單位包括: 教育部人二處，教育部軍訓處，中國國民黨青工會，中國國民黨中央文工會，中國國民黨知青黨部，救國團總團部等等，實際執行監控的人也包括被偵防單位收買或吸收的老師與學生。
當年學運幹部也約略知曉自己是被監控的對象，許多人都曾表示家中電話有明顯被監聽的跡象，原本透過電話彼此聯絡的方式，有時常被迫改為親自面對面的訊息傳遞。這些被監控的檔案遲至蔡英文總統在她的第一任期內(2016~2020)成立促進轉型正義委員會（簡稱促轉會）才得以攤在陽光下。促轉會的一個主要工作就是將過去的監控檔案解禁，並於2019年啟動「監控檔案當事人閱覽計畫」，邀請少數檔案當事人閱覽已解密的檔案，協助校正內容，並承諾將來開放給大眾與加速檔案的解密工作。在促轉會於2022年解編後，原本的業務轉為由國家發展委員會的檔案管理局負責持續進行，同時將調查局3萬多件的校園監控檔案移到國家檔案局。目前已有許多當年的學運成員申請閱覽自己當年被監控的檔案，並訝異於當年政治偵防的綿密，布線對象甚至包括學運成員當時身邊的同學與師長，這也引起社會對當年於校園內擔任抓耙子角色的人，如今是否應被揭露或究責的討論。
在調查局的解密資料中，有一份主旨為檢陳「中正紀念堂學運事件研析」專題，該報告中的〈偵證作法〉章節裡，確實描述了當時國家情治系統有吸收學運成員身旁的人來協助監控: 
1. 動員佈建，關係清查，發覺學運幕後背景，主導人物以及介入鼓煽人士，以發覺可疑線索。
2. 慎選具工作條件，發展潛力之學生佈建，積極指導其打入學運團體核心，掌控全學聯籌組之過程，各派系傾軋奪權及國內外陰謀團體幕後操縱學運發展情形及不法事證。

因此，許多被監控的當事人表示，目前政府只做到檔案解密，但對當年體制內的協力者與加害者毫無揭露與究責的設計，如此做半套的轉型正義恐怕只是造成受害人者的二次傷害。
從已揭露的檔案可知，當年對校園裡學運成員的監偵報告主要在兩大專案(「安苑專案」與「春風專案」)之下，與野百合學運相關的案子則包括了:
- 野百合學運案
- 台大等校學生中正紀念堂前學生運動案
- 全國學生運動聯盟案
- 民主學生聯盟案
- 學自聯案

報告的內容依類型則可分為:
- 大專院校情報移文單
- 校園安定狀況彙編
- 動態資料報告
- 安苑專案團體資料表 (追蹤記錄各校學運社團的組織成員和活動)
- 活動調查專報
- 情報報告

此外，針對個別重要的學運領袖則另有獨立的報告卷宗。從近幾年解密的監控檔案可推知，當時的執政當局仍將學生運動視為政治偵防的重點對象，也就是將他們視為潛在破壞國家安全的叛亂成員，所幸在李登輝總統權力穩固後，逐步壓制黨內保守陣營對民主人士的懲治心態，這些資料才未被情治調查單位拿來成為對學生羅織罪名的藉口，唯一的例外是1991年的獨台會案件，該案可視為政府內保守勢力最後一次以戒嚴心態對學運相關團體採取逮捕的行動，該案在社會壓力與全學聯發起的聲援獨台會案運動後，也促成了刑法第一百條的修改。

## 野百合學運與中國八九學運的比較[46]
由於野百合學運發生在中國天安門的八九學運不到一年後，兩者也皆為大學生為主體，選擇的抗議方式也類似(靜坐,絕食)，也有各自的運動象徵圖騰，因此常為後人拿來做比較，甚至野百合的學運領袖之一范雲被媒體比喻為台灣版的柴玲，但儘管兩者時序相近，卻因台灣與中國截然不同的政治體制與社會背景，展現出天壤之別的發展與結果，常見的比較可歸納如下:
|                | 天安門學運 (1989年4月15日—1989年6月24日) | 野百合學運 (1990年3月16日—1990年3月22日) |
| -------------- | --- | --- |
| 發生理由       | 導火線是前中共中央總書記胡耀邦的逝世，引發了學生對改革開放後社會矛盾積累的不滿，特別是通貨膨脹、官倒腐敗等經濟問題，以及對政治民主化和新聞自由的渴望。學生們認為胡耀邦的逝世是民主改革派的挫敗，因此藉此表達對現狀的不滿和對民主自由的訴求。 | 台灣雖在1987解嚴, 但動員戡亂時期臨時條款仍未廢除，中國國民黨仍實質控制整個國家體制，掌握絕對優勢的政治資源，國會仍為萬年代表所把持，全面改選不但遲未實現，老國代還自行投票提高自己出席費與延長自己的任期，並意圖將立法權也納入自己的身上，猶若集體獨裁掌握一切權力的元老院。使得台灣人的真正民意永遠無法呈現，因此學生本於社會良心與對台灣的使命感站出來要求終結戒嚴遺緒，廢除國民大會,還政於民，並冀望台灣人出身的總統承諾推動民主與憲政改革。 |
| 事件發生地點   | 北京天安門廣場 | 台北中正紀念堂廣場 |
| 主要訴求       | 初期主要是反官倒、反腐敗，要求新聞自由、言論自由。後期隨著運動規模擴大，也提出了政治民主化、給予學運合法性等更高層次的政治訴求。 | 「解散國民大會」，「廢除臨時條款」，「召開國是會議」，「制定民主/政經改革時間表」 這些訴求直指當時台灣政治體制中的不合理之處，並提出了清楚的議題與議程要求。 |
| 象徵圖騰       | 民主女神 | 台灣野百合 |
| 當局的回應     | 初期寬容，後期定性為動亂，最終於6月3日晚間至4日凌晨動用軍隊進行武力鎮壓，造成大量人員傷亡。。 | 總統李登輝採取了相對溫和且開放的態度。他接見了學生代表，承諾召開國是會議，並回應了部分學生訴求，促成了《動員戡亂時期臨時條款》的廢除和萬年國代的退職。 |
| 學運如何落幕   | 在軍隊的武力鎮壓下，學生被驅散，在坦克與機槍下大量學生與民眾傷亡，整場運動戛然而止。許多學生領袖和參與者被捕、判刑，或流亡海外。 | 在政府承諾回應訴求，特別是李登輝總統與學生代表對話後，學生們自願撤離，運動和平落幕。 |
| 後續政治影響   | 政治上加強了中共中央的集權統治，政治保守力量抬頭，改革開放進程一度放緩。黨內民主派受到打壓。在國際上，遭到西方國家制裁，國際形象受損，但中共政權得以維持穩定。鎮壓雖然付出了巨大代價，但卻鞏固了中共的絕對領導權，讓任何政治異議都難以公開浮現。 | 政治上加速了台灣的民主化進程，促成了動員戡亂時期臨時條款的廢除、萬年國代(國大代表，立法委員，監察委員)的退職，以及後來的總統直選。政府的執政合法性因順應民意而得到提升。在社會上提高了民眾對民主參與的意識，強化了公民社會的力量。野百合學運成為台灣民主轉型的關鍵催化劑。李登輝總統選擇順應民意，不僅化解了危機，更因此贏得黨內推動民主化與本土化力量的支持，加速了台灣民主化的進程。 |
| 後續社會影響   | 社會氣氛壓抑，鎮壓的陰影深植人心，讓社會對政治變革產生畏懼。 鎮壓導致的政治壓力和持續的意識形態控制，使得社會文化發展受到嚴重阻礙，難以產生多元、批判性的力量。政府將精力集中於經濟發展以維持執政合法性，也讓民眾將目光轉向物質追求。許多知識分子和學生對政治改革前景感到絕望。民眾對政治的參與度下降。 大批知識分子和年輕一代轉向經濟領域，投身商海，或選擇海外發展，對政治參與熱情減退。社會財富積累，但貧富差距擴大。長期形成了「經濟發展優先，政治穩定至上」的社會共識，年輕一代普遍對政治議題相對冷感，追求物質成就。但當權者對網路言論的監控也更為嚴格，以防再度出現大規模社會運動。 | 社會對民主轉型抱有高度期待，公民意識覺醒，社團活動蓬勃發展。自九零年代起，各種社會議題的討論和倡議更為活躍。公民與社運團體更加積極推動各項公共議題的改革要求。催生了大量關注社會議題的非政府組織（NGO），強化了公民社會的力量。 長期而言，台灣漸漸形成了成熟的公民社會，言論自由深入人心。民眾對公共事務的參與度高，對政府的監督意識強烈。社會雖有分歧，但能透過民主機制尋求共識。 最終，民主化的成功激發了台灣社會的活力，為多元文化的發展提供了土壤。在2000年全民直選總統中央政府首次政黨輪替後，軍隊國家化, 公家機構不再為特定政黨服務，台灣已成為全然成熟的民主國家。 |
| 學運領袖的際遇 | 多數遭通緝、或在國際人士協助下流亡海外，持續在海外倡議籲請國濟世會要求中共當局還原歷史真相與究責，形成持續關注中國民主議題的海外民運人士，對中國政治與權力核心難以產生實質影響力。中國共產黨對政治異議的零容忍政策，使得任何曾公開反對體制的人都難以在體制內或公開場合發揮影響力。 | 台灣的民主轉型為這些學運領袖提供了廣闊的發展空間。許多人得以進入政界(多數加入民進黨，一部分催生與加入新興民主政黨)、學界、媒體或公民社會組織，繼續為台灣的民主化和社會進步貢獻力量。他們的經驗和理想，也成為台灣民主的重要資產。 |

## 與野百合學運相關的創作與紀錄片
1. 女朋友·男朋友 (楊雅喆導演, 2012)
2. 台灣特有種-1990台灣野百合學運 (民視台灣演義，4.6.2014)
3. 我們的那時此刻 - 野百合篇 (楊力州導演, 2016)
4. 公視主題之夜 你怎麼不憤怒！野百合學運 (公視主題之夜, 5.12.2016)
5. 台灣記事簿 第38集 [ 野百合學運30年 ] (公視台語台, 3.20.2020)
6. 野百合30週年 學運世代成中堅力量 (民視，3.22.2020)
7. 你知道野百合學運在抗議什麼嗎？30 年前的學運竟然是台灣民主化的關鍵！(志祺七七 X 圖文不符，04.04.2020)
8. 1990年3月野百合學運 史之最 啟動台灣民主化 Part2 (民視台灣演義，06.04.2024)

### 腳註
1. 1 2  邱萬興. . 台北: 歷史學柑仔店. 2021年3月16日  [2022年5月20日]. （原始内容存档于2022年6月7日） –自由時報 （中文（臺灣））.
2. 1 2  莊智. . 台灣光華雜誌 (台北). 2012-05  [2004-10-31]. （原始内容存档于2021-01-04） （中文（臺灣））.
3. ↑  李鴻典，＜戒嚴幽靈續頑抗＞漫長抗爭換來民主 的存檔，存档日期2013-10-14., 新台灣新聞周刊, 2007/07/19
4. ↑  王鼎棫. . 2020-03-04.
5. ↑  周克任. . HiHo鯨魚網站. 2023-07-24.
6. 1 2 3 4  林美挪編. . 台北: 前衛出版社. 1990 （中文（臺灣））.
7. 1 2  . 學動．運生 - 臺灣戰後學生運動回顧特展. 2015-10-13  [2023-07-25]. （原始内容存档于2023-04-29） （中文（臺灣））.
8. ↑  . 台灣基督長老教會總會  <台灣教會公報>第2988期.
9. ↑  鄧丕雲. . 前衛出版社. 1993.
10. ↑  自由時報記者顏宏駿採訪鄧淑慧. . 自由時報.
11. ↑  林美挪. . 前衛出版社. 1990.
12. ↑  林美挪. . 前衛出版社. 1990.
13. ↑  林美挪. . 前衛出版社. 1990.
14. ↑  鄧丕雲. . 前衛出版社. 1993.
15. ↑  . 歷史學柑仔店. 2020-03-13  [2023-07-25]. （原始内容存档于2023-07-29） （中文）.
16. ↑  鄧丕雲. . 前衛出版社. 1993.
17. ↑  房慧真. . 報導者. 2015-12-23.
18. ↑  歐蜜 偉浪. .
19. ↑  林美挪. . 前衛出版社. 1990.
20. ↑  王振寰 1990，274
21. ↑  藍弋丰. . 民報. 2018-02-23.
22. ↑  . 小克的沙龍.
23. ↑  . 國家文化記憶庫.
24. ↑  陳建志. . 《想想論壇》.
25. ↑  邱萬興. .
26. ↑  楊翠. . 台灣日報. 2004-05-05.
27. ↑  . 太報. 2025-07-15.
28. ↑  . 自由時報. 2024-05-25.
29. 1 2  陳建志. . 放言. 2021-10-17.
30. ↑  . 不當黨產處理委員會. 2023-05-19.
31. ↑  促進轉型正義委員會. . 教育部轉型正義資源網. 2019-05-29.
32. ↑  公共電視. . 公共電視.
33. ↑  林 志鴻. . 新台灣和平基金會. 2022-04-25.
34. ↑  林宜瑾. . 2020-10-22.
35. ↑  撰稿編輯：沈聰榮. . 中央廣播電台. 2021-08-31.
36. ↑  . 蘋果新聞網. 2023-06-09.
37. ↑  范雲. . 范雲Facebook. 2020-08-30.
38. ↑  記者劉芮菁報導. . Watchout 沃草. 2022-06-06.
39. ↑  蔡慧貞. . 上報. 2022-01-19.
40. ↑  曾培琪. . 2023-09-18.
41. ↑  . 獨家報導. 2022-02-09.
42. ↑  廖郁菁. . 信傳媒. 2021-10-20.
43. ↑  . 公共電視.
44. ↑  范雲. . 范雲YouTube channel. 2025-04-24.
45. ↑  陳建志. . 自由評論網.
46. ↑  . 中央廣播電台. 2019-06-03.

### 文獻
- 鄧丕雲，1993，《八零年代台灣學生運動史》。台灣研究基金會企劃。台北：前衛出版社。
- 范雲編，1993，《新生代的自我追尋》。台北：前衛出版社。
- 何金山、官鴻志、張麗伽、郭承啟合著，1990，《台北學運 1990.3.16 - 3.22》。台北：時報文化。
- 何榮幸，2001，《學運世代：眾聲喧嘩的十年》。台北：時報文化。
- 林美挪編，1990，《憤怒的野百合：三一六中正堂學生靜坐記實》。台北：前衛出版社。
- 孟繁忠，1991，《臺灣地區解嚴後學生運動之研究》。中央警察大學警政研究所碩士論文。
- Tang, Yung-yi. 1996. Evaluating Media Performance: A Comparative Analysis of Taiwanese Press Coverage of the Wild Lily Movement. Ph.D. diss., University of Wisconsin-Madison.
- 不著撰人，nd，《1990年代：野百合學生運動》 [online]。台南：國立成功大學。[引用於 2004年10月30日]。全球資訊網網址：。
- 陳福當，nd，《三月學運》，見學習加油站 [online]。台北：中華民國教育部。[引用於 2004年10月30日]。全球資訊網網址：。
- 王振寰，1990，〈學生運動與政治〉，見林美挪編，《憤怒的野百合：三一六中正堂學生靜坐記實》，頁272-75。台北：前衛出版社。
- 莊智，2002，《學運世代：眾聲喧嘩的十年》 [online]。台北：光華雜誌。[引用於 2004年10月31日]。全球資訊網網址：。

## 外部連結
- 歷史學柑仔店》看見野百合學運世代崛起！
- 陳建志 : 野百合學運30週年有感
- 從天鵝絨革命到野百合學運
- 從野百合到向日葵─寫給我24年前學運世代的夥伴
- 陳信行：我的野百合
- 寫在記錄片《末代叛亂犯》之前 ──獨台會事件補記
- jeph：野百合的回憶 （页面存档备份，存于）
- 時報悅讀網：學運世代的十年 （页面存档备份，存于）
- 吳俐瑩等：《三月學運》研析
- 主題之夜：野百合學運 （页面存档备份，存于）
- 是誰為我寫的青春日記？ 威權時期校園監控檔案觀後雜感
- 學運鼻祖⋯發起人周克任透露「野百合」以「台灣本土特色命名」，談前總統李登輝政治操作坦言「我們也在賭」！
- 鄧淑慧: 野百合的春天
- 曾欣雯﹕臺灣的寧靜革命
- 葉大華: 學運影響之於我(1) 從野百合到NGO之路
- 陳志忠: 學運影響之於我(2)